# Luka Filip
Luka Filip (ur. 24 czerwca 2005) – słoweński skoczek narciarski. Złoty medalista zimowego olimpijskiego festiwalu młodzieży Europy w konkursie drużyn mieszanych (2023).
Filip jest medalistą OPA Games w rywalizacji drużynowej. W styczniu 2022 w Oberhofie zadebiutował w Alpen Cupie, zajmując 48. lokatę. Pierwsze punkty tego cyklu zdobył w marcu 2022 w Eisenerz, gdzie był 28. We wrześniu 2022 w Kranju zadebiutował w FIS Cupie, plasując się dwukrotnie w piątej dziesiątce. W styczniu 2023 w Planicy wystąpił na Zimowym Olimpijskim Festiwalu Młodzieży Europy 2023 – w konkursie indywidualnym był 5., w rywalizacji drużynowej 4., a w zmaganiach drużyn mieszanych zdobył złoty medal.

## Zimowy olimpijski festiwal młodzieży Europy

### Indywidualnie
| 2023 Friuli-Wenecja Julijska/ Planica | – | 5. miejsce |

### Drużynowo
| 2023 Friuli-Wenecja Julijska/ Planica | – | 4. miejsce, złoty medal (drużyna mieszana) |

### Starty L. Filipa na zimowym olimpijskim festiwalu młodzieży Europy – szczegółowo
| Miejsce | Dzień       | Rok  | Miejscowość | Skocznia           | Punkt K | HS     | Konkurs      | Skok 1  | Skok 2 | Nota                  | Strata    | Zwycięzca        |
| ------- | ----------- | ---- | ----------- | ------------------ | ------- | ------ | ------------ | ------- | ------ | --------------------- | --------- | ---------------- |
| 5.      | 23 stycznia | 2023 | Planica     | Srednja skakalnica | K-95    | HS-102 | indywid.     | 92,0 m  | 92,5 m | 234,2 pkt             | 34,6 pkt  | Stephan Embacher |
| 4.      | 25 stycznia | 2023 | Planica     | Srednja skakalnica | K-95    | HS-102 | druż.        | 99,0 m  | 95,0 m | 806,5 pkt (244,5 pkt) | 170,0 pkt | Austria          |
| 1.      | 27 stycznia | 2023 | Planica     | Srednja skakalnica | K-95    | HS-102 | druż. miesz. | 102,5 m | 89,0 m | 918,6 pkt (222,1 pkt) | –         | –                |

## FIS Cup

### Miejsca w poszczególnych konkursach FIS Cupu
stan po zakończeniu sezonu 2023/2024
| Sezon 2022/2023                                                               |                |               |               |                  |                  |             |             |              |              |               |               |               |               |              |              |               |               |                |                |        |        |        |        |        |        |        |        |        |        |        |        |        |        |        |        |        |        |        |
| Frenštát HS106                                                                | Frenštát HS106 | Szczyrk HS104 | Szczyrk HS104 | Einsiedeln HS117 | Einsiedeln HS117 | Kranj HS109 | Kranj HS109 | Villach HS98 | Villach HS98 | Notodden HS98 | Notodden HS98 | Szczyrk HS104 | Szczyrk HS104 | Villach HS98 | Villach HS98 | Oberhof HS100 | Oberhof HS100 | Zakopane HS140 | Zakopane HS140 | punkty | punkty | punkty | punkty | punkty | punkty | punkty | punkty | punkty | punkty | punkty | punkty | punkty | punkty | punkty | punkty | punkty | punkty | punkty |
| -                                                                             | -              | -             | -             | -                | -                | 44          | 43          | -            | -            | -             | -             | -             | -             | -            | -            | 49            | 37            | -              | -              | 0      | 0      | 0      | 0      | 0      | 0      | 0      | 0      | 0      | 0      | 0      | 0      | 0      | 0      | 0      | 0      | 0      | 0      | 0      |
| Legenda                                                                       |                |               |               |                  |                  |             |             |              |              |               |               |               |               |              |              |               |               |                |                |        |        |        |        |        |        |        |        |        |        |        |        |        |        |        |        |        |        |        |
| 1 2 3 4-10 11-30 poniżej 30 dq – dyskwalifikacja - – zawodnik nie wystartował |                |               |               |                  |                  |             |             |              |              |               |               |               |               |              |              |               |               |                |                |        |        |        |        |        |        |        |        |        |        |        |        |        |        |        |        |        |        |        |